# Christoph Scheuring
Christoph Scheuring (* 1957) ist ein deutscher Journalist.

## Leben
Scheuring war Redakteur, Reporter und Autor für Tempo, stern und Spiegel. Daneben schrieb er auch als freier Autor für Zeit-Magazin, GEO, Playboy, Transatlantik und andere. 1998 wechselte er zur Bild-Zeitung, was damals einiges Aufsehen erregte. Im September 2001 wechselte Scheuring zur Welt am Sonntag, wo es ihn aber nur neun Monate hielt. 2004 gründete er zusammen mit dem Fotografen Jörg Wischmann das Redaktionsbüro strich2. Scheuring lebt und arbeitet in Hamburg.
1990 wurde er für seine Arbeit Die sich selbst ein Rätsel sind in GEO mit dem Egon-Erwin-Kisch-Preis ausgezeichnet. 1991 erhielt er erneut den Egon-Erwin-Kisch-Preis für die Arbeit Ein tödliches Fleckchen Unschuld, erschienen in Transatlantik. 1992 wurde er für den Joseph-Roth-Preis nominiert. 2006 erhielt er den Zürcher Journalistenpreis für die Reportage Szenen einer Ehe, erschienen in der Schweizer Sonntagsbeilage Sie + Er.
Sein Jugendroman echt  wurde 2015 für den Deutschen Jugendliteraturpreis nominiert. Für den Jugendroman Sturm erhielt er 2021 den Heinrich-Wolgast-Preis.

## Werke
- Tod eines Engels – Roman, zusammen mit Udo Röbel. Ullstein, München 2002, ISBN 3-550-08364-5.
- Echt – Roman. Magellan, Bamberg 2014, ISBN 978-3-7348-5001-1.
- Zeichen der Zeit – Roman, Hoffmann und Campe, Hamburg 2016, ISBN 978-3-455-50407-1.
- Absolute Gewinner – Magellan, Bamberg 2018, ISBN 978-3-7348-5008-0
- Sturm – Roman, Magellan, Bamberg 2020, ISBN 978-3-7348-5028-8.